# Pauline von Koudelka
Pauline Freiin von Koudelka (* 8. September 1806 in Wien; † 30. Juli 1840 ebenda) war eine österreichische Malerin des Wiener Biedermeier. Sie wurde „Österreichs Rahel Ruysch“ genannt.
Ihre Eltern waren der k.k. Feldmarschallleutnant Joseph von Koudelka (1773–1850) und dessen Ehefrau Katharina Wetzlar von Plankenstern (1787–1847).
Sie ist bekannt für ihre farbenfrohen Still-Leben und Blumenbilder. Sie begann ihre Ausbildung zuerst bei ihrem künstlerisch begabten Vater. Später wurde sie eine Schülerin des Wiener Blumenmalers Franz Xaver Petter (1791–1866) und wurde auch stark von Ferdinand Georg Waldmüller beeinflusst. Seit 1835 war sie mit dem Politiker und Staatsmann Anton Ritter von Schmerling verheiratet, mit dem sie zwei Töchter hatte. Sie war die Tante des k.u.k. Vizeadmirals Alfred Freiherr von Koudelka (1864–1947).
Pauline von Koudelka starb am 30. Juli 1840 am Zehrfieber.
Zu ihren in öffentlichen Museen ausgestellten Werken gehören:
- Blumengirlanden um Madonnenrelief, Öl, 1834 (Österreichische Galerie Belvedere)
- Fruchtstück, Öl, 1830 (Wien-Museum; früher Historisches Museum der Stadt Wien)

## Würdigung
„Niemand, der sie kannte, wird ihren Tod theilnahmlos vernehmen, den Ihren ist er ein tiefer Riß in die Seele. Oesterreich verliert ein ausgezeichnetes Talent für Blumenmalerei. Am letzten Tage des Juli schied sie von unserer Erde, als die Rosen eben abgeblüht waren, aber diese starben nicht, denn sie hat die Rosen unsterblich gemacht und gluthtiefer und inniger werden sie den grünen Rasen einsäumen, der die Künstlerin deckt, und mit jedem Jahre werden neue Blumenaugen wach an ihrem Grabe und werden umschauen und säuselnd fragen: ‚Wo ist die, die uns unsterblich machen könnte?‘ Dann wird der Thränenthau in die Blumenaugen treten und die Künstlerin fortleben in der duftigen Blumenlegende.“

## Bilder

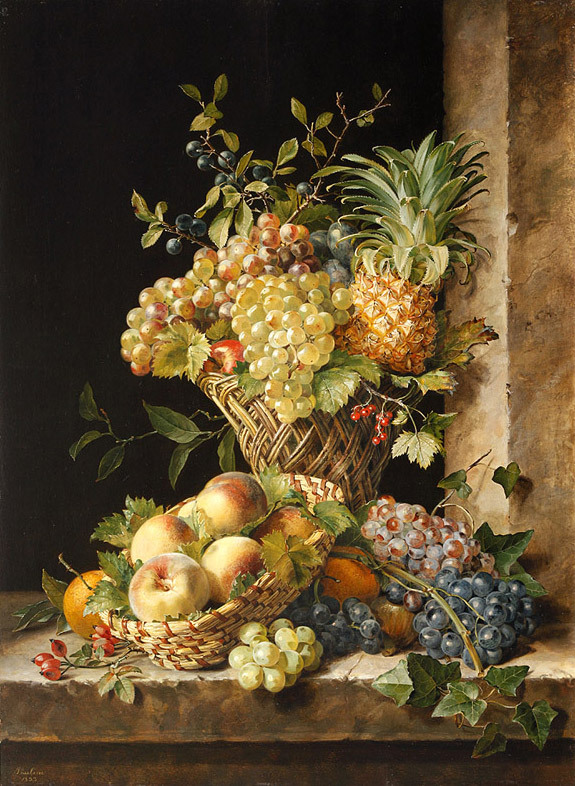
Früchtestillleben
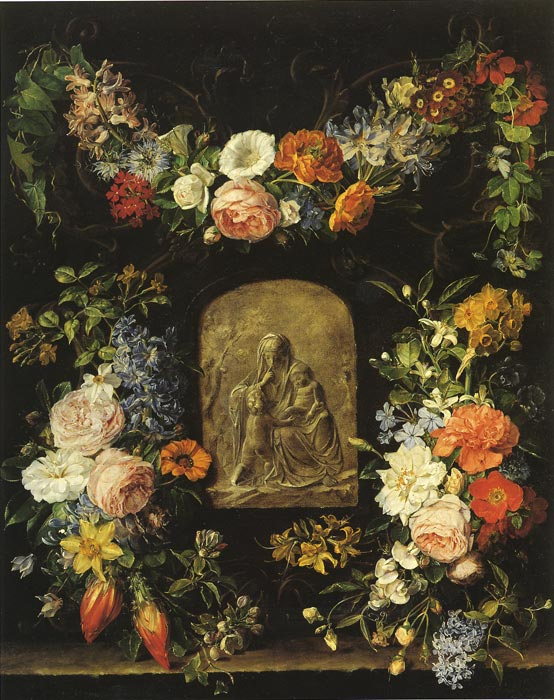
Blumenkranz
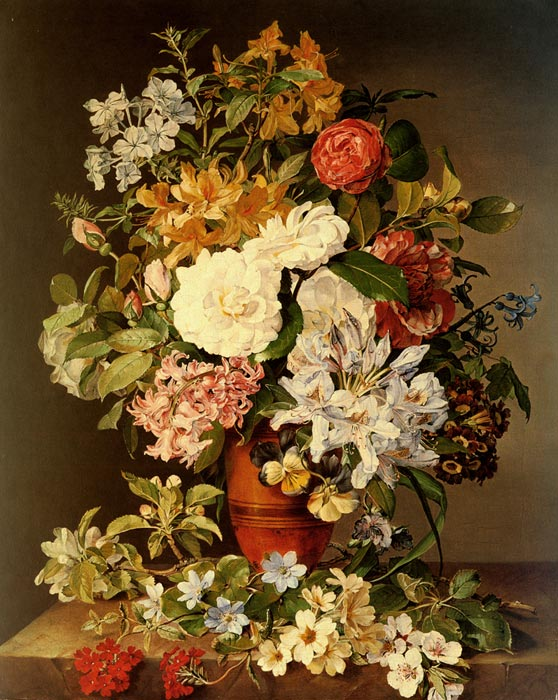
Stillleben mit Blumen
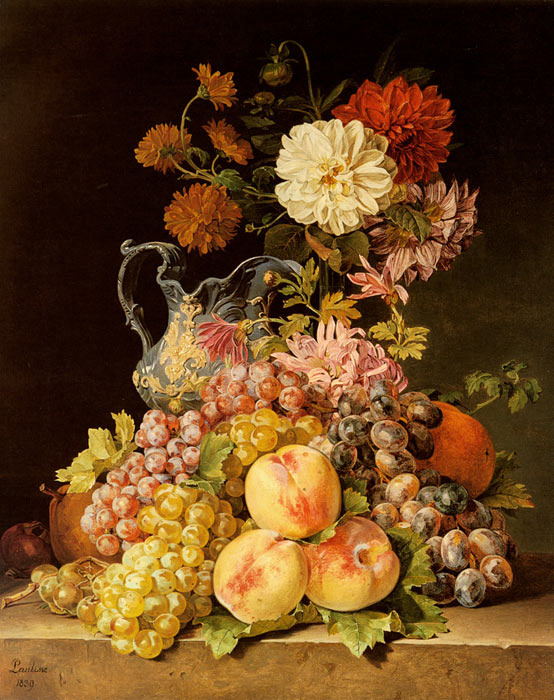
Stillleben mit Obst und Blumen
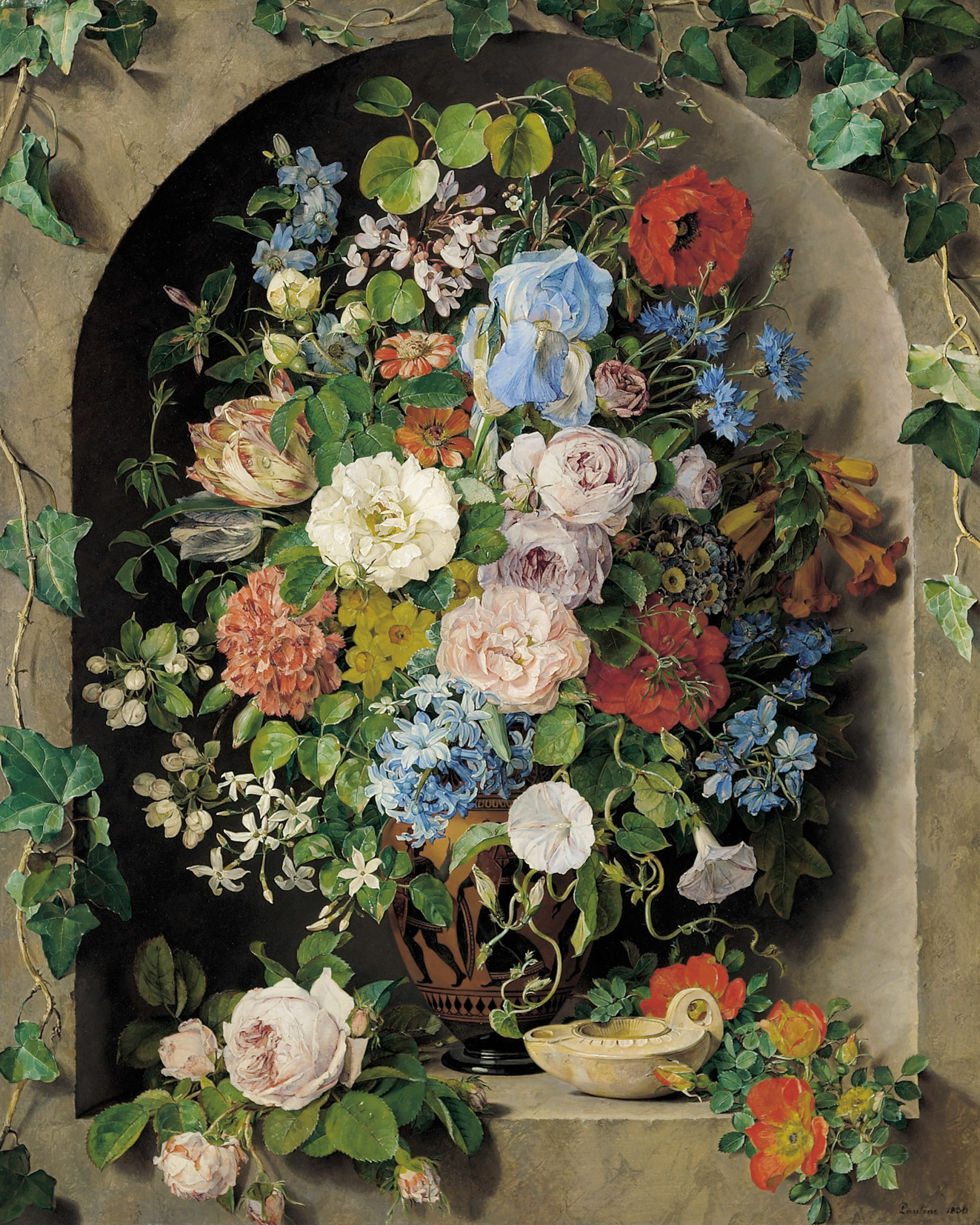
Blumen in einer Nische